# SV Eichede
SV Eichede is een Duitse voetbalclub uit het ortsteil Eichede van Steinburg.
De club werd als omnisportvereniging in 1947 opgericht en speelde lang in de lagere klassen. In 2006 bereikte de club de Oberliga Nord. In juni 2009 werd de huidige naam aangenomen. In 2013 promoveerde Zweibrücken naar de Regionalliga Südwest. Na een herindeling werd in 2011 de Schleswig-Holstein-Liga bereikt waarin Eichede in 2013 kampioen werd en naar de Regionalliga Nord promoveerde. Na één seizoen degradeerde de club terug. In 2016 kon de club opnieuw promotie afdwingen, maar degradeerde al na één seizoen.

## Eindklasseringen vanaf 1972
| Seizoen | Competitie                           | Niveau | Eindstand | DFB Pokal | Opmerking |
| ------- | ------------------------------------ | ------ | --------- | --------- | --- |
| 1971/72 | Bezirksklasse Schleswig-Holstein Süd | VI     | 1         | --        | |
| 1972/73 | Bezirksliga Schleswig-Holstein Süd   | V      | 5         | --        | |
| 1973/74 | Bezirksliga Schleswig-Holstein Süd   | V      | 8         | --        | |
| 1974/75 | Bezirksliga Schleswig-Holstein Süd   | VI     | 11        | --        | invoering Oberliga Nord                                                                                              |
| 1975/76 | Bezirksliga Schleswig-Holstein Süd   | VI     | 1         | --        | |
| 1976/77 | Verbandsliga Schleswig-Holstein Süd  | V      | 10        | --        | |
| 1977/78 | Verbandsliga Schleswig-Holstein Süd  | V      | 9         | --        | |
| 1978/79 | Landesliga Schleswig-Holstein Süd    | V      | 13        | --        | |
| 1979/80 | Landesliga Schleswig-Holstein Süd    | V      | 15        | --        | |
| 1980/81 | Bezirksliga Schleswig-Holstein Süd   | VI     | 13        | --        | winnaar Kreispokal Stormarn                                                                                          |
| 1981/82 | Bezirksklasse Schleswig-Holstein Süd | VII    | ?         | --        | |
| 1982/83 | Bezirksklasse Schleswig-Holstein Süd | VII    | 1         | --        | |
| 1983/84 | Bezirksliga Schleswig-Holstein Süd   | VI     | 2         | --        | winnaar Kreispokal Stormarn                                                                                          |
| 1984/85 | Bezirksliga Schleswig-Holstein Süd   | VI     | 7         | --        | |
| 1985/86 | Bezirksliga Schleswig-Holstein Süd   | VI     | 2         | --        | |
| 1986/87 | Bezirksliga Schleswig-Holstein Süd   | VI     | 1         | --        | |
| 1987/88 | Landesliga Schleswig-Holstein Süd    | V      | 5         | --        | |
| 1988/89 | Landesliga Schleswig-Holstein Süd    | V      | 9         | --        | |
| 1989/90 | Landesliga Schleswig-Holstein Süd    | V      | 11        | --        | |
| 1990/91 | Landesliga Schleswig-Holstein Süd    | V      | 10        | --        | |
| 1991/92 | Landesliga Schleswig-Holstein Süd    | V      | 3         | --        | |
| 1992/93 | Landesliga Schleswig-Holstein Süd    | V      | 4         | --        | |
| 1993/94 | Landesliga Schleswig-Holstein Süd    | V      | 3         | --        | |
| 1994/95 | Verbandsliga Schleswig-Holstein      | V      | 6         | --        | herinvoering Regionalliga                                                                                            |
| 1995/96 | Verbandsliga Schleswig-Holstein      | V      | 12        | --        | |
| 1996/97 | Verbandsliga Schleswig-Holstein      | V      | 10        | --        | |
| 1997/98 | Verbandsliga Schleswig-Holstein      | V      | 14        | --        | winnaar Kreispokal Stormarn                                                                                          |
| 1998/99 | Bezirksoberliga Süd                  | VI     | 4         | --        | |
| 1999/00 | Bezirksoberliga Süd                  | VI     | 14        | --        | |
| 2000/01 | Bezirksliga Süd                      | VII    | 6         | --        | |
| 2001/02 | Bezirksliga Süd                      | VII    | 1         | --        | |
| 2002/03 | Bezirksoberliga Süd                  | VI     | 2         | --        | |
| 2003/04 | Verbandsliga Schleswig-Holstein      | V      | 8         | --        | |
| 2004/05 | Verbandsliga Schleswig-Holstein      | V      | 8         | --        | |
| 2005/06 | Verbandsliga Schleswig-Holstein      | V      | 2         | --        | |
| 2006/07 | Verbandsliga Schleswig-Holstein      | V      | 8         | --        | winnaar Kreispokal Stormarn                                                                                          |
| 2007/08 | Verbandsliga Schleswig-Holstein      | V      | 17        | --        | winnaar Kreispokal Stormarn                                                                                          |
| 2008/09 | Verbandsliga Süd-Ost                 | VI     | 1         | --        | |
| 2009/10 | Schleswig-Holstein Liga              | V      | 3         | --        | winnaar Kreispokal Stormarn                                                                                          |
| 2010/11 | Schleswig-Holstein Liga              | V      | 2         | --        | winnaar Kreispokal Stormarn                                                                                          |
| 2011/12 | Schleswig-Holstein Liga              | V      | 4         | --        | |
| 2012/13 | Schleswig-Holstein Liga              | V      | 1         | --        | Winnaar promotieserie met Eintracht Norderstedt, Lupo Martini Wolfsburg en Brinkumer SV; winnaar Kreispokal Stormarn |
| 2013/14 | Regionalliga Nord                    | IV     | 17        | --        | |
| 2014/15 | Schleswig-Holstein Liga              | V      | 3         | --        | winnaar Kreispokal Stormarn                                                                                          |
| 2015/16 | Schleswig-Holstein Liga              | V      | 1         | --        | Winnaar promotieserie met 1. FC Germania Egestorf/Langreder, Altona 93 en Bremer SV; winnaar Kreispokal Stormarn     |
| 2016/17 | Regionalliga Nord                    | IV     | 18        | --        | Finale SHFV-Pokal > Holstein Kiel, 2-4                                                                               |
| 2017/18 | Oberliga Schleswig-Holstein          | V      | 5         | 1e ronde  | < 1. FC Kaiserslautern, 0-4                                                                                          |
| 2018/19 | Oberliga Schleswig-Holstein          | V      | 7         | --        | |
| 2019/20 | Oberliga Schleswig-Holstein          | V      | 5         | --        | competitie afgebroken i.v.m. coronapandemie                                                                          |
| 2020/21 | Oberliga Schleswig-Holstein          | V      | -         | --        | competitie afgebroken i.v.m. coronapandemie. Er wordt geen stand opgemaakt. Winnaar Kreispokal Stormarn              |
| 2021/22 | Oberliga Schleswig-Holstein          | V      | 2         | --        | 2e Groep Zuid |
| 2022/23 | Oberliga Schleswig-Holstein          | V      | 2         | --        | |
| 2023/24 | Oberliga Schleswig-Holstein          | V      | 2         | --        | |
| 2024/25 | Oberliga Schleswig-Holstein          | V      | 4         | --        | |
| 2025/26 | Oberliga Schleswig-Holstein          | V      | .         | --        | |